# Aloysio de Oliveira
Aloysio (également orthographié Aloísio) de Oliveira, né le 30 décembre 1914 à Rio de Janeiro et mort le 4 février 1995 à Los Angeles, est un producteur musical, chanteur, parolier, musicien, acteur de doublage et animateur de radio brésilien.
Figure clé de l'internationalisation de la musique populaire du Brésil, Oliveira accompagne la célèbre artiste brésilienne Carmen Miranda tout au long de sa carrière aux États-Unis, avec son groupe musical Bando da Lua, qu'il a créé en 1929. Aprés la mort de Carmen Miranda en 1955, Oliveira retourne au Brésil où il devient directeur artistique pour le label Odeon. En 1963, il fonde le label Elenco, considéré comme l'un des labels discographiques les plus influents dans les genres bossa nova et MPB. Entre 1963 et 1967, Elenco a publié une soixantaine d'albums d'artistes tels que Tom Jobim, Vinicius de Moraes, Baden Powell et Sérgio Mendes.

## Biographie
Aloysio de Oliveira est né en 1914 à Vila Martins Motta dans le quartier de Catete à Rio de Janeiro. Depuis sa plus tendre enfance, il entretient une relation étroite avec la musique. À l'age de dix ans, il se met à la guitare apprenant à jouer avec un voisin.

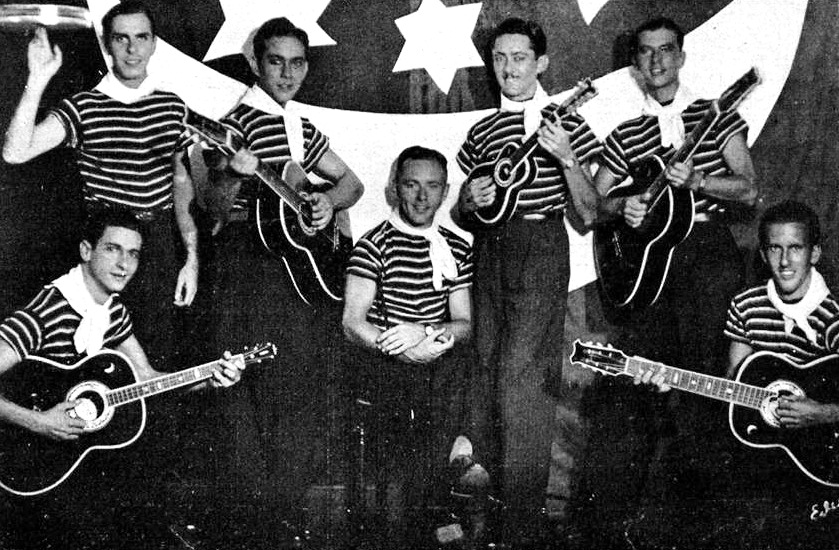
Le Bando da Lua en 1934.

La formation du groupe Bando da Lua est sa première grande expérience dans la musique populaire. En 1929, le groupe enregistre son premier album pour Brunswick Records avec les morceaux Que Tal a Vida et Tá de Mona, avec comme soliste Oliveira sur le premier titre et Castro Barbosa sur le deuxième. En 1930, Bando da Lua rejoint Odeon Records et enregistre la chanson Opa! Olha a Funzonca Que Hoje Não Tá Sopa, le premier grand succès du groupe. Cependant, c'est chez RCA Records, qui les signe en 1932, que le groupe acquiert véritablement une reconnaissance nationale, enregistrant une soixantaine de disques 78 tours entre 1932 et 1939. En 1939, le groupe voyage aux États-Unis avec Carmen Miranda. En 1940, de retour au Brésil, il réalise plusieurs enregistrements, dont O Samba da Minha Terra de Dorival Caymmi, qui remporte un grand succès.
À partir de 1940, Oliveira travaille également pour les studios Walt Disney en tant qu'acteur de doublage et consultant culturel sur le Brésil. En particulier, Oliveira interprète la chanson « Aquarela do Brasil » d'Ary Barroso dans le film Saludos Amigos de 1942 et il participe au film Les Trois Caballeros de 1944 en tant que narrateur. Il continue de  diriger Bando da Lua de 1949 jusqu'à la mort de Carmen Miranda le 5 août 1955. À la suite du décès de Miranda, le groupe Bando da Lua se sépare et Aloysio retourne au Brésil. En 1956, il est nommé directeur artistique de la filiale brésilienne de la maison de disques Odeon (aujourd'hui Universal Music), produisant des dizaines d'albums. Il est responsable en particulier de la sortie en 1959 du LP Chega de Saudade de João Gilberto, qui marque les débuts de la bossa nova. Il travaille également sur Rádio Mayrink Veiga, avec Aurora Miranda et Vadico. En 1961, il rejoint la filiale brésilienne du label Philips (aujourd'hui Universal Music), où il reste huit mois.
En parallèle à son activité de directeur artistique, Oliveira écrit les paroles de plusieurs chansons composées par Tom Jobim, qui sont devenues des classiques de la bossa nova, comme Dindi, Só Tinha de Ser com Você et Inútil Paisagem.

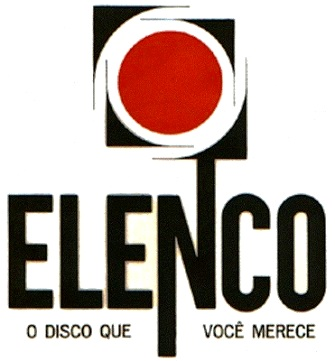
Le logo du label Elenco.

En 1963, Oliveira fonde son propre label, Elenco Records, publiant des noms importants de la musique populaire brésilienne, parmi lesquels Tom Jobim, Vinicius de Moraes , Baden Powell, Sergio Mendes, João Donato, Dick Farney et Sylvia Telles, et lançant des nouveaux artistes tels que Edu Lobo et Nara Leão. En 1967, devant la montée du nouveau mouvement musical tropicália au Brésil, et la baisse de popularité de la bossa nova qui en découle, Oliveira décide de vendre Elenco à Philips.
L'année suivante, Oliveira retourne aux États-Unis, où il produit des disques d'artistes brésiliens pour Warner Records. Il revient au Brésil en 1972, travaillant comme producteur de musique pour plusieurs labels, tels qu'Odeon, RCA Victor et Som Livre . Onze ans plus tard, en 1983, il publie ses mémoires « De Banda pra Lua » (Editora Record).

## Vie privée
Aloysio s'est marié pour la première fois en 1944 avec l'une des secrétaires de Disney, l'Américaine Nora, avec qui il a eu une fille unique, Luise. Son deuxième mariage était avec une autre Américaine, Nikky Walker. En 1960, il se marie à Las Vegas avec la chanteuse Sylvia Telles dont il a lancé la carrière. Il épouse plus tard la chanteuse Cyva, de Quarteto em Cy. À la fin des années 1930, il a eu une relation amoureuse avec Carmen Miranda. Concernant cette relation avec la chanteuse, Oliveira a déclaré dans une interview au Jornal do Brasil en 1988 : «… Nous étions très jeunes à l'époque, mais plus tard nous étions de grands amis jusqu'à la fin de sa vie  …». Carmen est tombée enceinte de lui, mais d'un commun accord, elle a décidé d'avorter et quelques mois plus tard, ils se sont séparés. Son dernier mariage a été avec Margot Britto et a duré jusqu'à sa mort le 4 février 1995, des suites d'un cancer du poumon à Los Angeles, où il a vécu les dernières années de sa vie. Il était hospitalisé pour traitement depuis le 7 novembre 1994 à l'hôpital du centre médical Saint Joseph. Le corps du compositeur a été incinéré.

## Discographie partielle

### En tant que producteur
- 1959 : Chega de Saudade - João Gilberto (Odeon)
- 1960 : O amor, o sorriso e a flor - João Gilberto (Odeon)
- 1961 : João Gilberto - João Gilberto (Odeon)
- 1961 : A Bossa Negra - Elza Soares (Odeon)
- 1961 : U.S.A. - Sylvia Telles (Philips)
- 1963 : À Vontade - Baden Powell (Elenco)
- 1964 : Nara - Nara Leão (Elenco)
- 1974 : Elis & Tom - Antônio Carlos Jobim, Elis Regina (Philips)
- 1979 : Momento Brasileiro - Billy Eckstine (Som Livre)

### En tant que musicien
- 1956 : Arthur Murray Latin Dance Set  - Aloysio de Oliveira & Bando da Lua (Capitol)
- 1957 : Samba These Days - Aloysio de Oliveira & Bando da Lua  (Odeon)
- 1960 : Cantem Conosco - Aloysio de Oliveira (Odeon)

## Filmographie

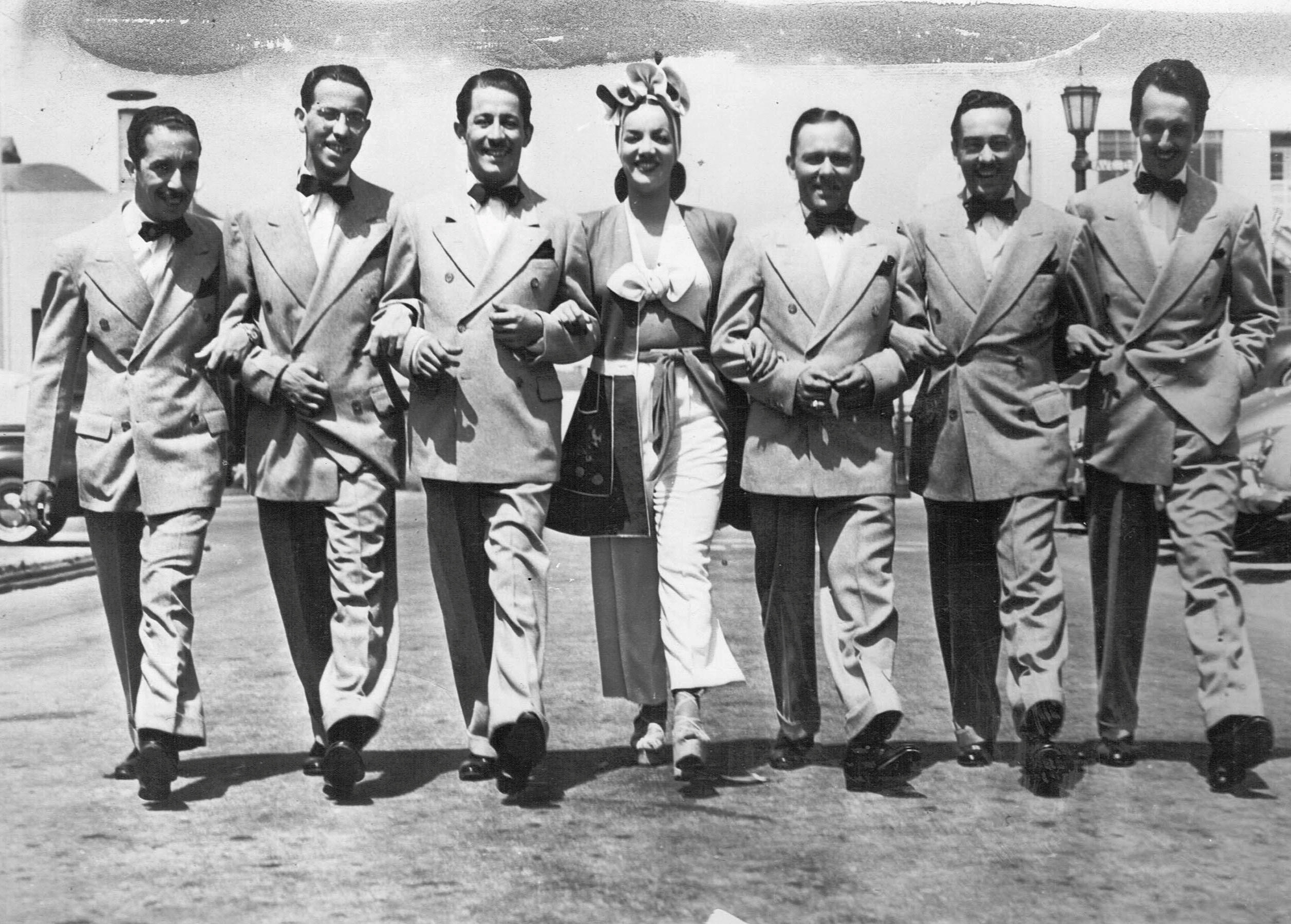
Carmen Miranda (au centre) avec Bando da Lua lors du tournage du film Ivresse de printemps en 1942.

| Année | Oeuvre                                 | Rôle                                       | Notes                                |
| ----- | -------------------------------------- | ------------------------------------------ | ------------------------------------ |
| 1935  | Estudantes                             | Lui-même                                   | Bando da Lua                         |
| 1935  | Alô, Alô, Brasil                       | Lui-même                                   | Bando da Lua                         |
| 1936  | Alô Alô Carnaval                       | Lui-même                                   | Bando da Lua                         |
| 1939  | Banana da Terra                        | Lui-même                                   | Bando da Lua                         |
| 1940  | Sous le ciel d'Argentine               | Lui-même                                   | Bando da Lua                         |
| 1940  | Pinocchio                              | Grand Coquin                               | Voix (doublage brésilien)            |
| 1941  | Une nuit à Rio                         | Lui-même                                   | Bando da Lua                         |
| 1941  | Week-end à la Havane                   | Lui-même                                   | Bando da Lua                         |
| 1942  | Ivresse de printemps                   | Lui-même                                   | Bando da Lua                         |
| 1942  | Saludos Amigos                         | Chanteur (Aquarela do Brasil) et narrateur | Doublage brésilien pour la narration |
| 1944  | Les Trois Caballeros                   | Narrateur                                  | Doublage brésilien                   |
| 1946  | La Boîte à musique                     | Chanteur                                   | Voix (doublage brésilien)            |
| 1950  | Voyage à Rio                           | Lui-même                                   | Bando da Lua                         |
| 1950  | Cendrillon                             | Grand-duc                                  | Voix (doublage brésilien)            |
| 1953  | Fais-moi peur                          | Lui-même                                   | Bando da Lua                         |
| 1953  | Peter Pan                              | Capitaine Crochet et Narrateur             | Doublage brésilien                   |
| 1955  | La Belle et le Clochard                | Tramp                                      | Doublage brésilien                   |
| 1959  | La Belle au bois dormant               | Narrateur                                  | Doublage brésilien                   |
| 1961  | Les 101 Dalmatiens                     | Collie                                     | Voix (doublage brésilien)            |
| 1963  | Merlin l'Enchanteur                    | Narrateur                                  | Doublage brésilien                   |
| 1973  | Robin des Bois                         | Adam de La Halle, un coq                   | Voix (doublage brésilien)            |
| 1977  | Les Aventures de Winnie l'ourson       | Tigrou et narrateur                        | Voix (doublage brésilien)            |
| 1995  | Carmen Miranda: Bananas is my Business | Lui-même                                   |                                      |
| 1996  | Carmen Miranda: The South American Way | Lui-même                                   | Episode de la série "Biography"      |